# Карпиловка (Сумская область)
Карпиловка (укр. Карпилівка) — село, 
Карпиловский сельский совет,
Ахтырский район,
Сумская область,
Украина.
Код КОАТУУ — 5920384401. Население по переписи 2001 года составляет 186 человек .
Является административным центром Карпиловского сельского совета, в который, кроме того, входят сёла
Гусарщина и
Николаевка.

## Географическое положение
Село Карпиловка находится на расстоянии в 5 км от реки Ташань.
Примыкает к селу Гусарщина.
По селу протекает пересыхающий ручей с запрудами.
Рядом проходит автомобильная дорога Т-1705.

## История
- Первые упоминания относятся к первой половине XVII века (как хутор Спаскоисковщина).
- 1721 год — село Карпиловка подарено отцу Ахтырского полкового судьи М. Надаржинского.
- 2008 год — закрыта Карпиловская школа І ст., в связи с отсутствием детей школьного возраста.

## Экономика
- ООО «Комишанское».

## Объекты социальной сферы
- Клуб.
- Фельдшерско-акушерский пункт.